# Ln (Unix)
ln 是用来为文件创建链接的标准 Unix 命令。

## 链接文件
通过链接文件，不同的文件名可以指向同一个文件。
ln 可以创建两种类型的链接文件：
1. 符号链接，也称软链接，这是指向另一个不同路径文件的一个符号路径。
2. 硬链接，这是一个存储了链接建立时它所指向文件的实际数据的文件副本。

## 参数
- 源文件：指定链接的源文件。如果使用-s选项创建符号链接，则“源文件”可以是文件或者目录。创建硬链接时，则“源文件”参数只能是文件；
- 目标文件：指定源文件的目标链接文件。

从以下命令示例可看出两种链接文件的区别：
```
$
 
echo
 
'文件内容'
 
>
 
oringinal.file
$
 
ln
 
oringinal.file
 
hardlink.file
$
 
ln
 
-s
 
oringinal.file
 
softlink.file
$
 
cat
 
softlink.file
文件内容
$
 
rm
 
oringinal.file
$
 
cat
 
softlink.file
cat:
 
softlink.file:
 
没有那个文件或目录
$
 
cat
 
hardlink.file
文件内容

```

原始文件被删除后，符号链接将失效，访问软链接时，会提示找不到文件，但硬链接文件还在，而且还保存有原始文件的内容。按照inode的设计理论，硬链接的文件和原始文件对应相同的inode号，共享同一个数据储存区，而符号链接是一个独立的特殊文件，有自己的文件inode号，而内容为指向原始文件的路径。

## 规范
单一Unix规范（SUS）规定了创建一个原始文件（或目录）的链接（不管是符号链接还是硬链接）文件时的行为。
ln 可以用两种方式使用。第一种，是第一个参数指定原始文件，第二个参数指定链接文件；第二种，指定多于两个选项，应该先是多个原始文件（或目录），最后指定一个目录，所有原始文件（或目录）的链接将会被创建于最后指定的目录里。在后一种方式中，ln 命令的行为和具体的程序实现有关。
ln 和标准的 unlink() 和 link() 函数执行完全一致的操作，详细的 ln 命令用法，可以执行以下两个命令查询：
```
 
$
 
man
 
ln

 
$
 
ln
 
--help

```

### 手册页
- GNU 网站上的 ln （页面存档备份，存于） 手册页
- OpenBSD 网站上的 ln 手册页